# Xã Palmyra, Quận Portage, Ohio
Xã Palmyra (tiếng Anh: Palmyra Township) là một xã thuộc quận Portage, tiểu bang Ohio, Hoa Kỳ. Năm 2010, dân số của xã này là 2.919 người.